# Libellenbrunnen (Stuttgart)

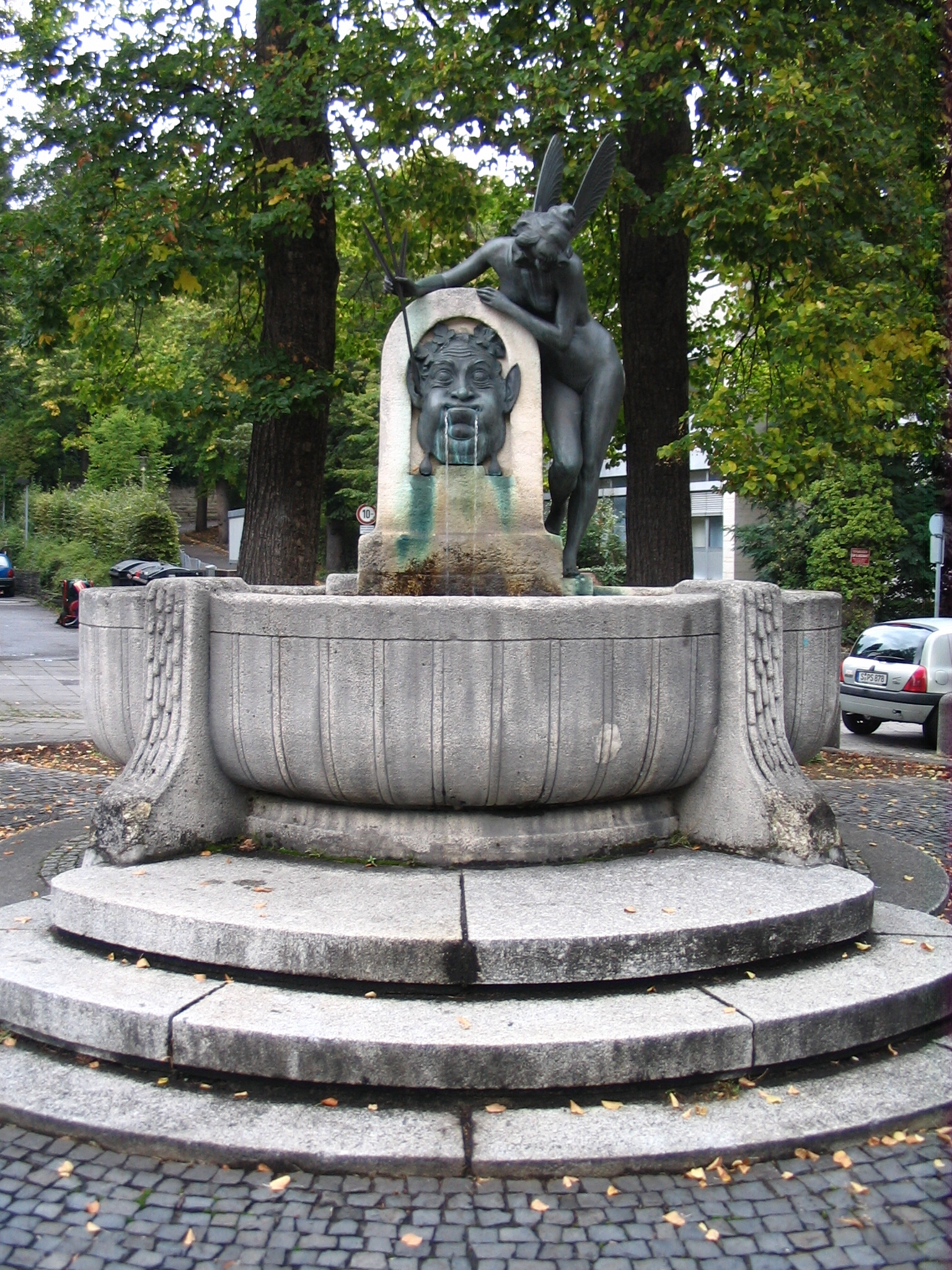
Libellenbrunnen, 2008.

Der Libellenbrunnen (auch Faunbrunnen oder Relenbergbrunnen) ist ein Brunnen am Herdweg in Stuttgart-Nord. Er wurde 1904 von Emil Kiemlen, Wilhelm Scholter und Kurt Fanghänel im Jugendstil gestaltet.

## Geschichte
Der Libellenbrunnen wurde 1904 an der Stelle einer alten Viehtränke in Stuttgart-Nord am Herdweg (an der Einmündung zur Relenbergstraße) errichtet. Die Bronze-Figuren des Faunkopfs und der Libelle modellierte der Bildhauer Emil Kiemlen, die Brunnenschale aus Kalkstein schuf der Bildhauer Kurt Fanghänel, die architektonische Gestaltung des Brunnens oblag dem Architekten Wilhelm Scholter und mit dem Guss der Bronzefiguren war der Kunsterzgießer Paul Stotz beauftragt.
Während des Zweiten Weltkriegs wurden 1943 die Brunnenplastiken aus Bronze für Rüstungszwecke eingeschmolzen. Nach dem Krieg konnte 1950 zunächst die Faunmaske wiederhergestellt werden, später auch die Libellenfigur, deren Gussform bei der Kunstgießerei Strassacker in Süßen erhalten geblieben war.

## Beschreibung
Der Brunnen besteht aus französischem Kalkstein. Die beiden Becken und eine zwischen ihnen aufragende Stele liegen leicht erhöht und können über drei Stufen aus Granit erreicht werden. An der Vorderseite der Stele ist die bronzene Maske eines dickbackigen Fauns mit Ziegenohren eingelassen, der die Augen in Richtung seines rechten Ohrs verdreht. Über ihm steht an die Stele gelehnt die personifizierte Libelle (eine ebenfalls bronzene Mädchenfigur mit Libellenflügeln), die den Faun mit dem Halm eines Rohrkolbens an dem Ohr kitzelt. Der Faun dient zugleich als Wasserspeier, denn aus seinen Mundwinkeln quellen zwei Wasserstrahlen.
In einem Zeitschriftenartikel über den Brunnen aus dem Jahr 1904 heißt es:
„Das Ganze bildet ein ungemein anmutendes Genrebildchen voll Humor und frischer Lebenslust.“
| - Libellenbrunnen, 1904 | - Faunmaske, 2008 | - Libellenfigur, 2008 |

## Symbolik
Sowohl die Faun-Maske als auch die Libellen-Figur des Brunnens lassen sich als Symbole der Fruchtbarkeit deuten und bilden somit einen Bezug zur Viehtränke, die sich einst an dieser Stelle befand. Faune gelten in der römischen Mythologie als Beschützer der Bauern und der Hirten sowie der Felder und des Viehs. Libellen wiederum sind in der germanischen Mythologie der Fruchtbarkeitsgöttin Freya zugeordnet. Nicht zuletzt weist auch die Form der beiden Brunnenbecken auf die frühere Viehtränke hin.